# Gobernación de Behera
La Gobernación de Behera (en idioma árabe: 'البحيرة ) es una de veintisiete gobernaciones de Egipto. Esta gobernación costera del mar Mediterráneo se encuentra localizada al norte del país y su capital es la ciudad de Damanhur. La distancia que la separa de El Cairo es de 135 kilómetros. Behera es también una de las más grande gobernaciones en la República Árabe de Egipto. Beheira disfruta de un importante situación estratégica, y se encuentra al oeste de la rama Rashid del Nilo y al este de Marsá Matrú. Beheira es un importante centro turístico, con monumentos islámicos, iglesias coptas, sobre todo en Wadi el Natrun.
Behira posee 14 ciudades 13 y centros; tiene importantes industrias como las de algodón, alfombras, sustancias químicas, y electricidad. En Nubareyya hay una central eléctrica compuesta. Kafr El-Dawwar es una ciudad importante en Beheira, popular por el algodón y la fabricación de vestimentas, la generación de electricidad y el embalaje de fruta. Beheira es considerado un lugar importante para la producción pesquera, sobre todo en Rashid donde muchos pescadores trabajan en una prosperidad ininterrumpida dentro de la industria de la pesca.

## Demografía
Con una superficie de 10.129 km², que en términos de extensión es similar a la del Líbano, y una población de 4.737.129 personas. La densidad poblacional de la Gobernación de Behera es de 468 habitantes por cada kilómetro cuadrado.
| Población Histórica de la Gobernación de Behera | Población Histórica de la Gobernación de Behera | Población Histórica de la Gobernación de Behera |
| Año                                             | Habitantes                                      | Censo de Población                              |
| ----------------------------------------------- | ----------------------------------------------- | ----------------------------------------------- |
| 1986                                            | 3 257 168                                       | Censo egipcio de 1986                           |
| 1996                                            | 3 994 297                                       | Censo egipcio de 1996                           |
| 2006                                            | 4 747 283                                       | Censo egipcio de 2006                           |
| 2017                                            | 6 171 613                                       | Censo egipcio de 2017                           |
| 2020                                            | 6 578 781                                       | Estimaciones del CAPMAS                         |
| 2027                                            | -                                               | Censo egipcio de 2027                           |

## Regiones con población estimada en julio de 2017
- Abū al-Maṭāmīr 555,471
- Abū Ḥummuṣ 535,823
- Ad-Dilinjāt 400,570
- Al-Maḥmūdiyah 281,455
- Ar-Raḥmāniyah 158,819
- Badr 208,542
- Damanhūr 548,390
- Gharb an-Nūbāriyah 118,786
- Ḥawsh 'Īsā 306,231
- Idkū 216,892
- Ityāy al-Bārūd 476,197
- Kafr ad-Dawwār 304,258
- Kafr ad-Dawwār 701,199
- Kawm Ḥamādah 496,752
- Rashīd 271,947
- Shubrākhīt 277,231
- Wadi an-Natrun 79,069

## Personalidades destacadas
- Mahmud Shaltut.[2]
- Mohammed al-Ghazali.[3]
- Karim Hafez.[4]